# 宮治淳一
宮治 淳一（みやじ じゅんいち、1955年〈昭和30年〉8月15日 - ）は、日本の音楽評論家・ディスクジョッキーである。神奈川県茅ヶ崎市出身・在住。ワーナーミュージック・ジャパンで洋楽編成を務めたり、ミュージック・ライブラリー＆カフェ「Brandin」を経営したりもしている。
サザンオールスターズの名付け親としても知られている。

## 来歴・人物

### 音楽観
姉の影響もあり欧米のロック、ポップス、黒人音楽に関して幅広い知識と愛着を持つ。きっかけは小学校3年の時に聴いたビートルズに衝撃を受けた事からである。その他にもザ・ベンチャーズ、ザ・ビーチ・ボーイズなども愛好していた。この少年時代の時点で「将来、音楽の仕事に就くだろう」と予感していたという。自身が所有しているレコードは日本で買いそろえたものと後述の通り滞在していたロサンゼルスで買ったものであり、枚数にして一万枚ほどであり、それらを捨てられないため「Brandin」でライブラリーとして公開されている。宮治自身「Brandin」の事は「完璧に趣味の店ですよね（笑）」「こんなに長く続くと思っていなかった」「収益性でいえば、このカフェはまったく役に立たない（笑）。でも、このカフェは僕の音楽活動の一部なんです」と自虐的に語っている。

### 職歴
1979年にディスコメイトレコードに入社。パイオニアLDCを経て、1995年からワーナーミュージック・ジャパンで洋楽編成を担当。2010年に55歳で早期退職に応募し、会社から業務委託を受けたフリーランスとして、月曜から金曜まで出社。DJや本の執筆などに、本腰を入れるようになる。1991年から1995年まで4年間ロサンゼルスに住んだ期間がある。

### 山下達郎との関係
ワーナーに所属している山下達郎と交友関係にあり、山下が監修・選曲・解説をしたコンピレーション・アルバム『ドゥー・ワップ・ナゲッツ』のディレクターを担当した。
その縁で自身のラジオ番組『宮治淳一のラジオ名盤アワー』のスペシャル放送に山下がゲスト出演したり、『山下達郎のサンデー・ソングブック』に、2019年、2024年には山下が体調不良の時にピンチヒッターDJとして出演、その後2020年からは大瀧詠一の後任として新春放談のゲストで出演するようになった。

### 桑田佳祐との関係
サザンオールスターズのボーカル・桑田佳祐とは、茅ヶ崎市立茅ヶ崎小学校・茅ヶ崎市立第一中学校時代の同級生であり、高校に入って以降は別々の道を歩き始めたものの（桑田は鎌倉学園高等学校、宮治は神奈川県立鎌倉高等学校へ進学）、高校3年となった1973年10月に宮治は学園祭（鎌倉高校祭）のロック・コンサートを取り仕切り、茅ヶ崎周辺のバンドを参加させることになり、桑田に出演を持ちかけた。桑田は快諾し、鎌倉高校祭のステージでビートルズの「マネー」とエルヴィス・プレスリーの「ブルー・スエード・シューズ」を披露している。なお、これが初めて桑田が人前で演奏したステージであった。
その後も「定期的にコンサートとかあった方がいいな」という話になり、一浪を経た早稲田大学法学部進学後の1975年に「湘南ロックンロールセンター」というサークルを作り定期的にコンサートを開催。桑田は青山学院大学の学生と共に「青学ドミノス」と名乗り、「湘南ロック-」に3回ほど出演し、それ以降も宮治曰く「訳わかんない名前」で出演したという。
4回目に出演した1976年には、桑田の望んでいたパーマネントに近いメンバーが揃ったものの、この時桑田は新たなバンド名を思い付けずにいた。4月11日にコンサートが行われるのに伴い、宮治は桑田にバンド名を早く決めるよう催促していたが、バンド名が決定しないままコンサートのポスター製作が進行されていった。最終的に宮治がバンド名の考案役となり、ニール・ヤングの『アフター・ザ・ゴールド・ラッシュ』をBGMにポスターを製作中、一息入れるために風呂でラジオを聴いていた際にファニア・オールスターズの来日コンサートの宣伝が流れ、風呂から上がった際につけっぱなしのレコードからニール・ヤングの「サザン・マン」が流れていて、これを組み合わせた際の響きが良い事から、「サザンオールスターズ」という名前を考え出し、バンド名を「桑田佳祐&サザンオールスターズ」とした。宮治によるとこのバンド名を桑田本人に伝えたのはライブ当日だという。なお、「サザン」という言葉を選んだことについては後に「彼（桑田）の家は（茅ヶ崎市）南湖（なんご）だったから、ちょうどいいというのもあった」とも語っている。
熊坂出が監督を務めた映画『茅ヶ崎物語 〜MY LITTLE HOMETOWN〜』の制作のきっかけとなった人物である。

## 出演

### ラジオ番組
- 月刊萩原健太（スターデジオ、パートナーとして出演）
- 宮治淳一のラジオ名盤アワー （ラジオ日本）
- 宮治淳一のアワ・ヒット・パレード（FM湘南マジックウェイブ）
- MUSIC 24/7 宮治淳一の“No Music, No Friday!”（TBSラジオ）
- 桑田佳祐のやさしい夜遊び（TOKYO FM、2014年5月17日・5月24日、「学生時代のキミとボク」と題した対談企画にゲストとして出演[16]。2018年3月31日、電話出演。桑田が出題した茅ヶ崎にまつわるクイズに答えた[17]）
- 山下達郎のサンデー・ソングブック（TOKYO FM、2019年7月14日・7月21日・7月28日、パーソナリティの山下が気管支炎を患ったことによる代演および、山下復帰後のゲストとして出演[18]。2020年1月5日・1月12日、2021年1月3日・1月10日 、2022年1月2日・1月9日、2023年1月1日・1月8日 新春放談のゲスト出演）
- HITS AROUND THE CLOCK - （湘南ビーチFM 毎月第一日曜出演）
- エボラジ5UP（茅ヶ崎エフエム、2023年10月2日 - 、月曜・火曜パーソナリティ[19][20][21]）
- パリミキpresentsチガサキ・ドーナツ・レコード・ショップ - 茅ヶ崎エフエム

### 映画
- 茅ヶ崎物語 〜MY LITTLE HOMETOWN〜（2017年9月16日、ライブ・ビューイング・ジャパン）

## 著書
- 1966年の「湘南ポップス」グラフィティ（松生恒夫との共著、彩流社、2016年）ISBN 4779170656
- MY LITTLE HOMETOWN 茅ヶ崎音楽物語（ポプラ社、2017年）ISBN 4591156370

## 演じた人物
映画
- 神木隆之介 - 茅ヶ崎物語 〜MY LITTLE HOMETOWN〜（2017年）[22]